# Ordiarp
Ordiarp – miejscowość i gmina we Francji, w regionie Nowa Akwitania, w departamencie Pireneje Atlantyckie.
Według danych na rok 1990 gminę zamieszkiwało 555 osób, a gęstość zaludnienia wynosiła 19 osób/km² (wśród 2290 gmin Akwitanii Ordiarp plasuje się na 672. miejscu pod względem liczby ludności, natomiast pod względem powierzchni na miejscu 292.).